# Râul Valea Mare, Bistrișoara
Râul Valea Mare este un curs de apă afluent al râului Bistrișoara. 

## Hărți
- Harta Munții Apuseni
- Harta Județul Alba